# Moca purpurascens
Moca purpurascens is een vlinder uit de familie van de Immidae. De wetenschappelijke naam van de soort is voor het eerst geldig gepubliceerd in 1891 door George Francis Hampson.